# Vismarkt (Brugge)

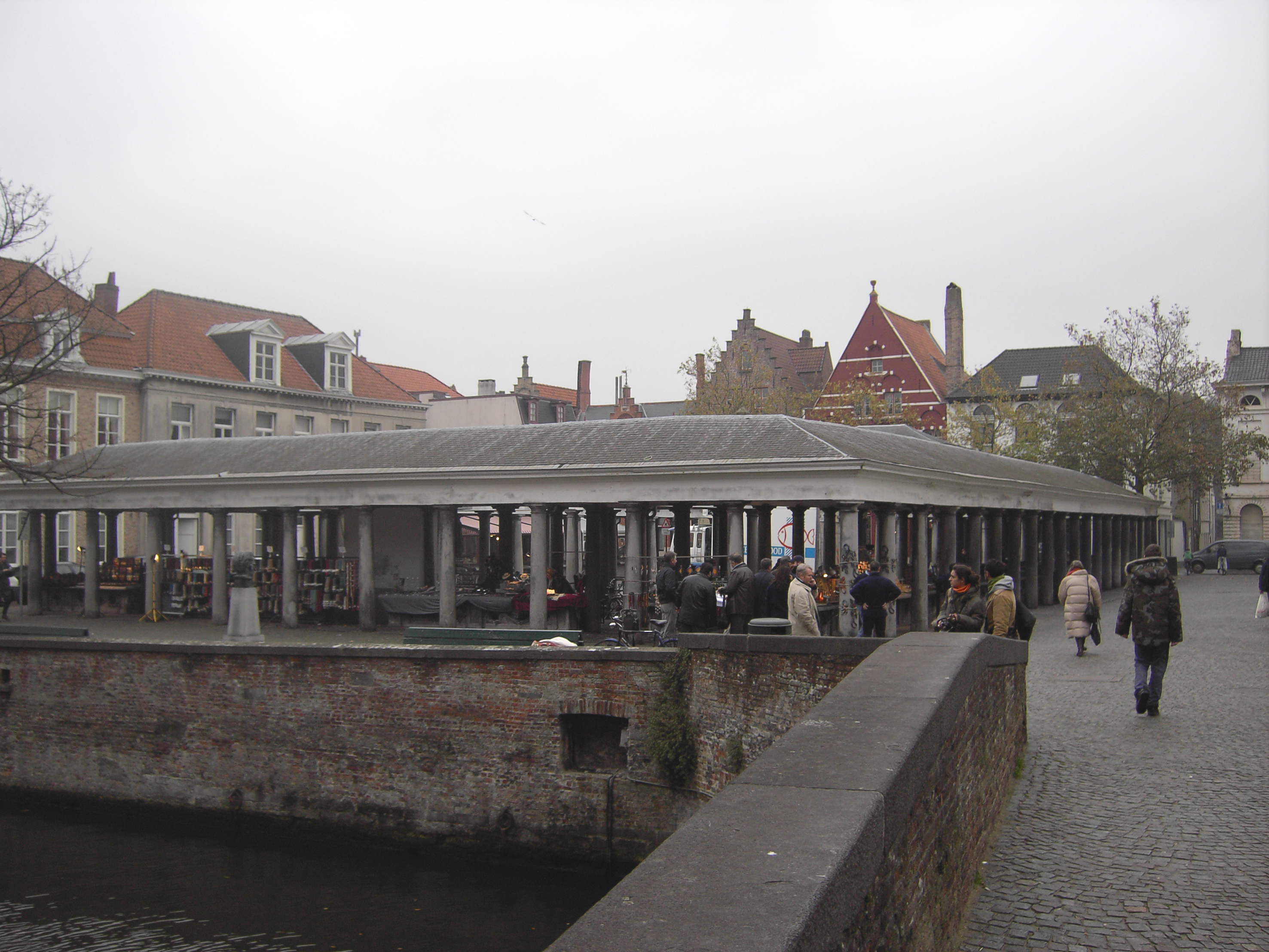
De Vismarkt gezien vanaf de Blinde-Ezelstraat

De Vismarkt in Brugge is gelegen tussen de Braambergstraat en de Steenhouwersdijk en wordt tot op hedendagelijks - van maandag tot zaterdag - gebruikt voor de verkoop van verse vis.
Naast de visverkoop wordt de overdekte colonnade nog gebruikt als etalage van allerlei koopwaar, zoals prullaria en schilderijtjes, waarbij men zich vooral richt op toeristen.

## Overdekt
Tot 1745 werd de vismarkt gehouden op de Markt en had het visverkoopambacht zijn ambachtshuis aan de noordzijde van dit plein, nabij de verdwenen Sint-Christoffelkerk.
Datzelfde jaar verhuisde de vismarkt, die in de open lucht gehouden werd, naar de Braamberg, waar tot dan de korenmarkt was. In 1821 kwam er de overdekte verkoopplaats, naar het ontwerp van stadsarchitect Jan-Robert Calloigne. Het resultaat is een zuilengang met 126 Toscaanse zuilen die een rechthoekig open binnenplein omsluit. In 1852 werden de oorspronkelijke houten verkooptafels vervangen door stenen verkoopbanken. Deze zijn nog altijd aanwezig. Rondom het plein vindt men nu viswinkels en herbergen.

## Oostvleeshuis
De oostzijde van de Braamberg, de huidige Vismarkt, werd reeds vanaf het einde van de 14e eeuw ingenomen door het Oostvleeshuis. Eind 18e eeuw was men van plan een hoger gebouw op te richten. Met uitzondering van het gebouw op de hoek met de Steenhouwersdijk, werd dit nooit gerealiseerd. De laatste restanten van het middeleeuws gebouw verdwenen in 1913.
Het Westvleeshuis stond op het Simon Stevinplein.

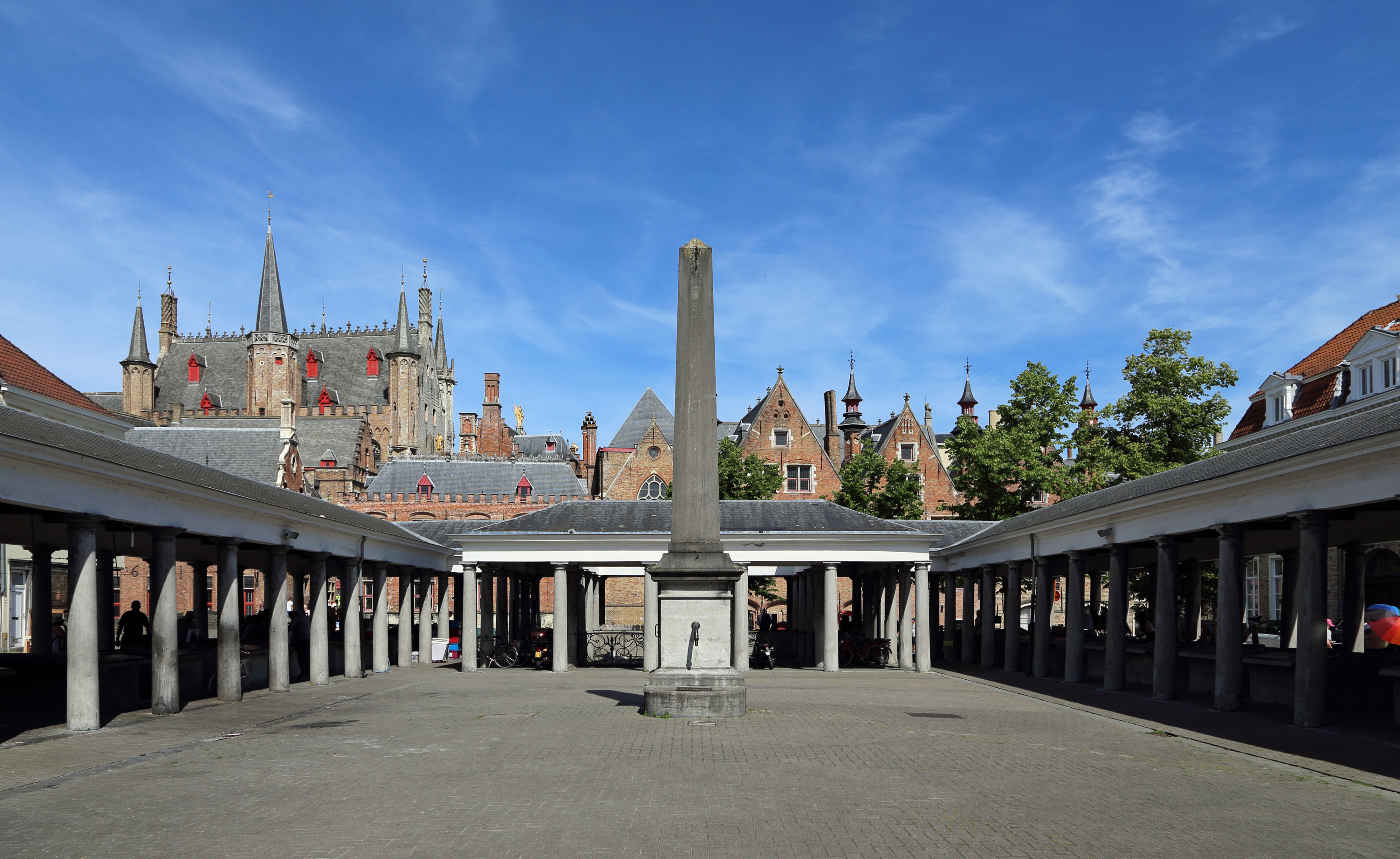
Het binnenplein van de Vismarkt
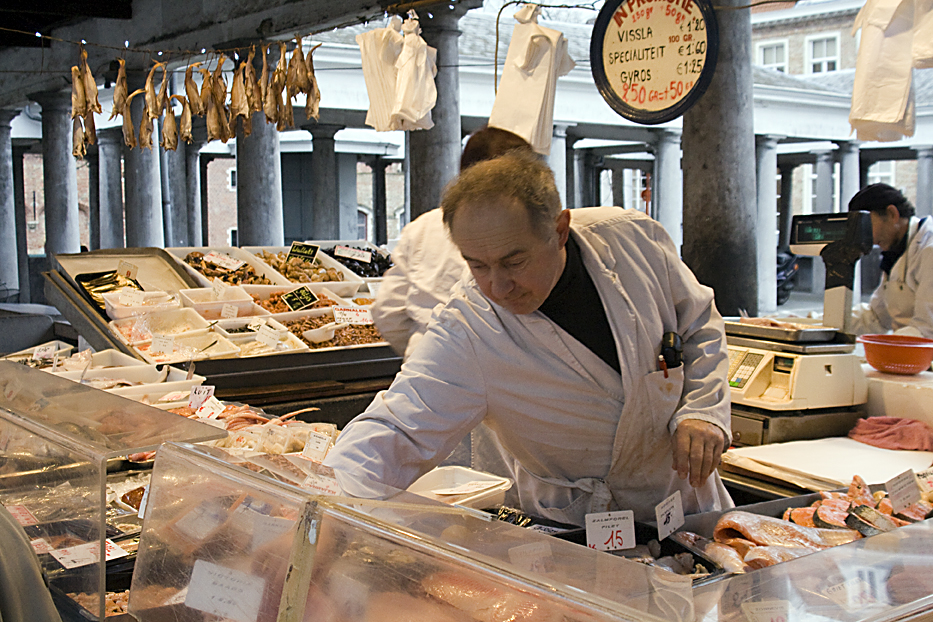
De vismarkt
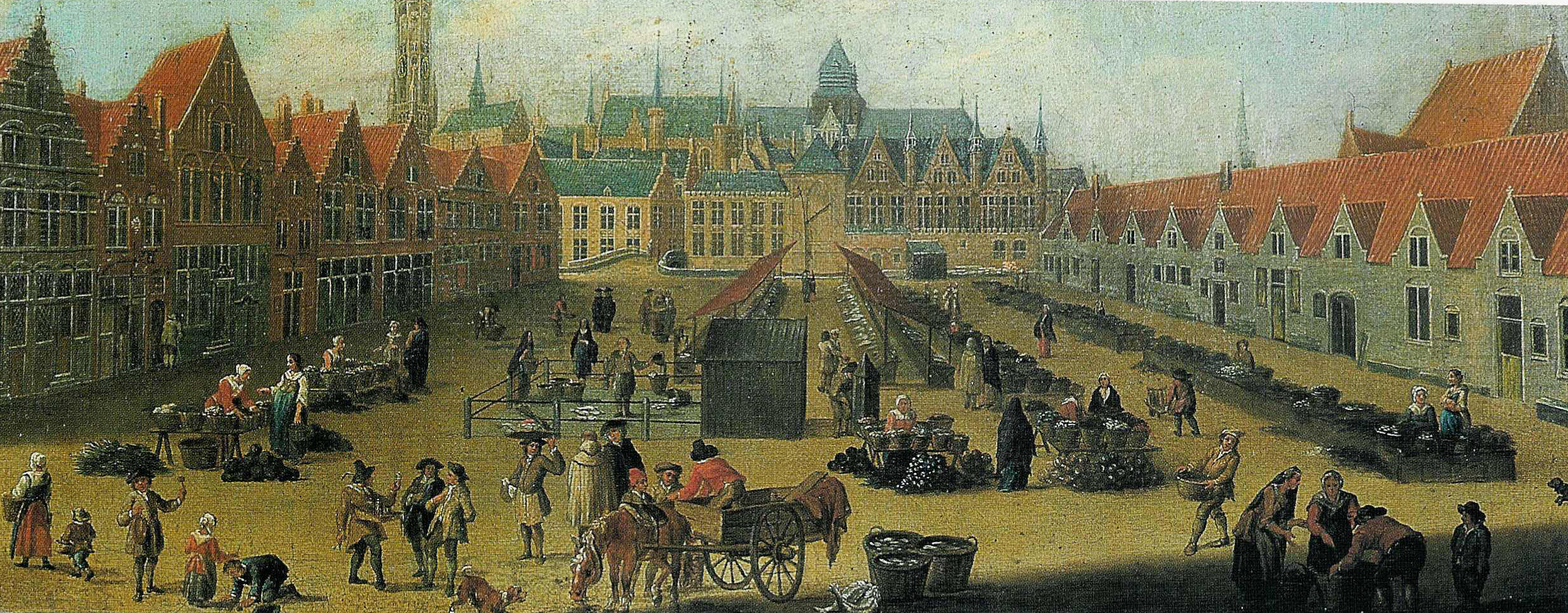
De nog niet overdekte vismarkt in 1750
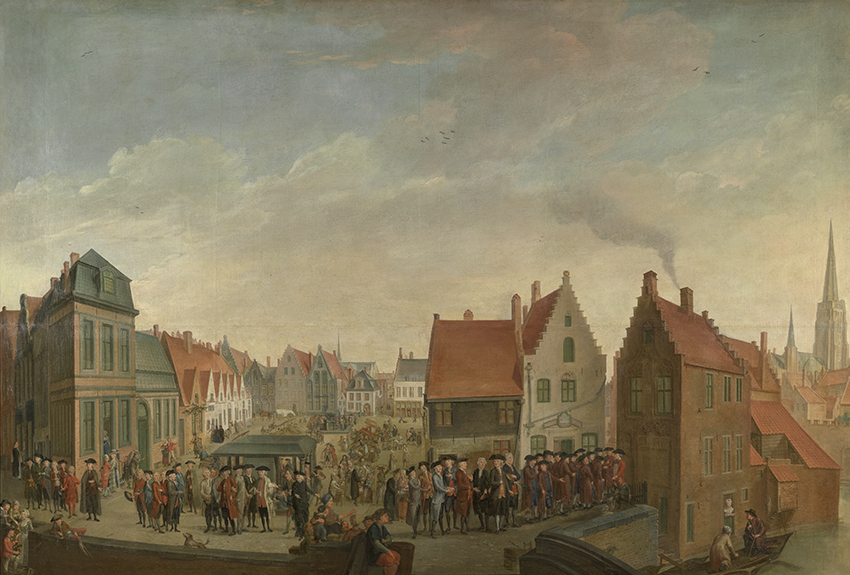
De Braamberg in 1788, schilderij van Jan Beerblock (Groeningemuseum).